# Liste des épisodes de Vinland Saga
Cette page recense la liste des épisodes de l'anime Vinland Saga.

## Génériques
Les chansons des premiers opening et ending de la série sont respectivement réalisées par le groupe Survive Said The Prophet et par Aimer,. Les chansons des seconds opening et ending sont respectivement produites par le groupe MAN WITH A MISSION et par Milet.
Pour la seconde saison, Anonymouz interprète la musique du générique d'ouverture River. Celle de fermeture, quant à elle, est Without Love, interprétée par LMYK (ja). La seconde moitié de la saison utilise Paradox de Survive Said the Prophet comme thème d'ouverture et Ember de haju: harmonics comme thème de fin.
| Saison     | Début    | Début     | Début                    | Fin      | Fin          | Fin             |
| Saison     | Épisodes | Titre     | Artiste(s)               | Épisodes | Titre        | Artiste(s)      |
| ---------- | -------- | --------- | ------------------------ | -------- | ------------ | --------------- |
| 1re saison | 2 - 12   | MUKANJYO  | Survive Said The Prophet | 1 - 12   | Torches      | Aimer           |
| 1re saison | 13 - 24  | Dark Crow | MAN WITH A MISSION       | 13 - 24  | Drown        | Milet           |
| 2de saison | 1 - 12   | River     | Anonymouz                | 1 - 12   | Without Love | LMYK (ja)       |
| 2de saison | 13 - 24  | Paradox   | Survive Said The Prophet | 13 - 24  | Ember        | haju: harmonics |

## Liste des épisodes

### Saison 1 (2019)
| No | Titre français                 | Titre japonais      | Titre japonais      | Date de 1re diffusion |
| No | Titre français                 | Kanji               | Rōmaji              | Date de 1re diffusion |
| --- | ------------------------------ | ------------------- | ------------------- | --------------------- |
| 1 | Quelque part ailleurs          | ここではないどこか  | Koko dewanai dokoka | 8 juillet 2019        |
| [Chapitres 2 (p.40-42)-3-4] Dans une bataille navale viking à Hjörungavágr, le féroce guerrier Thors Snorresson est fatigué du meurtre et après être tombé à la mer, il abandonne ses hommes. Quinze ans plus tard, Thors mène une vie paisible en Islande avec sa femme Helga, leur jeune fils Thorfinn et leur fille Ylva. Cependant, Thorfinn aspire à l'aventure et à hâte d'en savoir plus sur le monde. Il rêve d'un paradis appelé Vinland dont il entend parler par le grand aventurier Leif Erikson. Un jour, Thors accueille un esclave en fuite. Le lendemain, le maître de l'esclave, le brutal Halfdan, arrive au village pour exiger le retour de l'esclave. Thors refuse et achète l'esclave pour le prix de huit moutons ; l'esclave meurt peu après. |                                |                     |                     |                       |
| 2 | Épée                           | 剣                  | Ken                 | 15 juillet 2019       |
| [Chapitres 5-6-7-9 (p.2-8)] En l'an 1002, la guerre entre l'Angleterre et le Danemark s'intensifie et les Anglais massacrent une bande de Vikings en Northumbrie. Une bande de Jomsvikings, dirigée par l'intimidant Floki, visite le village de Thorfinn pour enrôler Thors dans leur guerre contre les Anglais. Thors était leur ancien commandant, connu sous le nom de Troll de Jom. Il est obligé de rejoindre Floki, accompagné d'un navire et d'hommes, afin de protéger les villageois contre la prise en otage. Thorfinn et les jeunes hommes du village sont enthousiasmés par la perspective d'aller à la guerre, mais ils ne comprennent pas vraiment ce que c'est. Pendant ce temps, dans les îles Féroé, Floki conspire avec Askeladd pour massacrer Thors et son équipage une fois arrivés, en guise de punition pour avoir déserté quinze ans plus tôt. |                                |                     |                     |                       |
| 3 | Troll                          | 戦鬼                | Tororu              | 22 juillet 2019       |
| [Chapitres 8-9 (p.9-20)-10-11] Askeladd, le chef d'une bande d'une centaine de Vikings, négocie avec Floki et exige le double du prix pour tuer Thors. De retour au village, les jeunes hommes bourdonnent d'excitation alors qu'ils se préparent pour leur première bataille. Avec cinq hommes du village et l'équipage de Leif Erikson, ils ont mis les voiles sur deux navires pour rencontrer Askeladd. Cependant, Leif Erikson révèle à une jeune femme que Thors n'a pas l'intention d'emmener les jeunes hommes sur le champ de bataille. Une fois en mer, les jeunes hommes trouvent les choses difficiles et Thors découvre avec colère que Thorfinn s'est rangé sur le navire. Lorsqu'ils s'arrêtent pour se reposer et se ravitailler aux îles Féroé, ils sont pris dans un piège tendu par Floki. Un combattant, Bjorn, mange un champignon amanite tue-mouche et se prépare à combattre seul Thors pour tester ses compétences, mais Thors saute à bord de leur navire et les attaque à la place. |                                |                     |                     |                       |
| 4 | Un véritable guerrier          | 本当の戦士          | Hontō no senshi     | 29 juillet 2019       |
| [Chapitres 12-13-14-15-16] Thors avance à travers les hommes d'Askeladd, les battants, mais ne les tuant pas, jusqu'à ce qu'il fasse face à Bjorn qui est dans une rage berserker après avoir mangé le champignon. Il bat Bjorn et défie Askeladd en duel. Après un féroce combat à l'épée, Thors bat Askeladd, mais se rend pour sauver Thorfinn et ses villageois. Il est alors tué d'une volée de flèches. Ayant été témoin de la mort de son père, Thorfinn s'embarque sur le navire capturé et jure de se venger d'Askeladd. |                                |                     |                     |                       |
| 5 | Le Fils du Troll               | 戦鬼の子            | Tororu no ko        | 5 août 2019           |
| [Anime Original + Chapitre 21.5 "Ylva travaille dur"] Askeladd et ses hommes débarquent en Angleterre près de la rivière Humber pour se réapprovisionner et ils pillent un village local. Thorfinn se précipite à terre et pendant la nuit se prépare à tuer Askeladd endormi, mais ne peut pas le faire. Thorfinn s'entraîne seul dans les bois avant d'émerger pour défier Askeladd en duel. Thorfinn est à nouveau facilement vaincu, mais Askeladd reconnaît sa force et promet à Thorfinn une chance de le combattre à nouveau s'il fait ses preuves au combat. |                                |                     |                     |                       |
| 6 | Le voyage commence             | 旅の始まり          | Tabi no hajimari    | 12 août 2019          |
| [Anime Original + Chapitre 17] Askeladd et ses hommes remontent la rivière jusqu'à Gainsborough où ils trouvent une bande de Vikings morts. Thorfinn suit, écœuré par la puanteur de la mort dans l'air. Askeladd conclut un accord avec les forces danoises pour rejoindre leur campagne de conquête de l'Angleterre pour de l'argent et du butin. Cette nuit-là, les Anglais les attaquent, tirant des volées de flèches dans leur camp, tuant un certain nombre d'hommes avant qu'ils ne ripostent. Thorfinn tente d'entrer dans la bataille et est piégé par un épéiste anglais, mais Thorfinn est sauvé par Askeladd. Néanmoins, Thorfinn finit par se défendre et tue pour la première fois - un soldat anglais. Thorfinn rejoint le groupe d'Askeladd et au cours des années suivantes, il perfectionne ses talents de combattant. Il devient un combattant impitoyable avec son courte épée, désireux d'un match revanche contre Askeladd. Thorfinn est grièvement blessé en East Anglia et est sauvé par une fille anglaise et sa gentille mère. Cependant, il signale plus tard Askeladd dont les navires sont ancrés au large et ses hommes débarquent et attaquent le village. |                                |                     |                     |                       |
| 7 | Les Normands                   | 北人                | Norumanni           | 19 août 2019          |
| [Chapitre 1] Le roi danois, Sweyn Forkbeard, retire ses troupes d'Angleterre pendant l'hiver. Avec l'invasion de l'Angleterre en attente, le groupe d'Askeladd a mis le cap sur des opportunités en France. Ils offrent leurs services aux Normands et Thorfinn, maintenant un jeune homme, est envoyé pour négocier. Leur plan marche bien et la bande d'Askeladd pille le trésor du fort et Thorfinn livre la tête de leur chef à Askeladd. Askeladd accepte finalement d'honorer son contrat de duel avec Thorfinn. |                                |                     |                     |                       |
| 8 | Au-delà de la mer              | 海の果ての果て      | Umi no hate no hate | 26 août 2019          |
| [Chapitre 2 (p.1-39)] Askeladd et ses hommes retournent au village du seigneur féodal avide d'argent Gorm sur la péninsule du Jutland avec le butin de leurs aventures. Thorfinn a un match revanche avec Askeladd, seulement pour être vaincu quand Askeladd le pousse à faire une attaque en colère et imprudente. En l'an 1013, le roi danois Sweyn mène une invasion du nord de l'Angleterre, avec des forces danoises et des mercenaires vikings tels qu'Askeladd débarquant près de Gainborough, mais ils s'arrêtent dans la ville marchande fortement défendue de Londres. |                                |                     |                     |                       |
| 9 | La Bataille du pont de Londres | ロンドン橋の死闘    | Rondonkyō no shitō  | 2 septembre 2019      |
| [Chapitres 18-19] Les forces danoises sont arrêtées au pont fortifié de Londres, gardé par Thorkell le Grand, un redoutable danois qui soutient les Anglais. Askeladd propose à Thorfinn un autre duel s'il peut livrer la tête de Thorkell. Thorfinn attaque Thorkell, mais le géant Viking est trop expérimenté et Thorfinn doit battre en retraite avec ses blessures. Arrivé dans une impasse, le roi Sweyn laisse son fils, le prince Canute, maintenir le siège avec Ragnar, tandis que le reste de l'armée se dirige vers le Wessex. |                                |                     |                     |                       |
| 10 | Ragnarok                       | ラグナロク          | Ragunaroku          | 16 septembre 2019     |
| [Chapitre 20] Les hommes de Ragnar deviennent impatients avec le siège, stimulés par les railleries de Thorkell, mais il les garde sous contrôle. Les hommes d'Askeladd s'ennuient également d'inactivité, mais après avoir appris que Thorkell est parti à la poursuite de l'armée de Sweyn, il renouvelle l'assaut sur Londres. |                                |                     |                     |                       |
| 11 | Un pari                        | 賭け                | Kake                | 23 septembre 2019     |
| [Chapitres 21-22] Thorkell continue son chemin pour attraper l'armée de Sweyn avec Ragnar et le prince Canute comme otages, mais un groupe de l'armée danoise les rattrape et menace de les anéantir. Thorkell libère astucieusement les otages, mais pousse ensuite les soldats danois dans une attaque insensée qu'ils ne peuvent pas gagner, combattant de près. Pendant ce temps, Askeladd allume un feu de forêt, provoquant une fumée qui confond les combattants, et envoie Thorfinn pour capturer le prince. Thorkell décide de ne pas gaspiller ses hommes en combattant Thorfinn et lui permet de prendre le prince. |                                |                     |                     |                       |
| 12 | Le pays sur la rive lointaine  | 対岸の国            | Taigan no kuni      | 30 septembre 2019     |
| [Chapitres 23-24] Askeladd a maintenant le prince Canute, mais il est vivement poursuivi par Thorkell et ses hommes et envoie des renforts. Ils atteignent le canal de Bristol et sont accueillis par le général gallois Gratianus avec des renforts du royaume Morgannwg. Cependant, alors qu'ils atteignent le royaume de Brycheiniog, ils sont entourés d'archers au sommet des collines. |                                |                     |                     |                       |
| 13 | Fils de héros                  | 英雄の子            | Eiyū no ko          | 7 octobre 2019        |
| [Chapitres 25-26] En novembre 1013 apr. J.-C., Floki rapporte au roi du Danemark que les forces danoises ont vaincu les Anglais dans le Wessex, mais il doit également signaler que Thorkell a peut-être pris Canute. Pendant ce temps au Pays de Galles, Asser de Brycheiniog bloque le passage d'Askeladd jusqu'à ce qu'Askeladd révèle qu'il a une ascendance galloise, prétendant être un descendant du roi Artorius et travaillera pour protéger le Pays de Galles lorsque l'Angleterre sera vaincue par les Danois. Le prince Canute ne peut se résoudre à affronter les Gallois, alors Askeladd et ses hommes rendent leurs armes pour recevoir un passage sûr à travers Brycheiniog, apparaissant comme s'ils étaient des prisonniers. À l'extrémité nord de la Mercie, ils changent de direction pour rejoindre la principale armée danoise à Gainborough. |                                |                     |                     |                       |
| 14 | La Lumière de l'aube           | 暁光                | Gyōkō               | 14 octobre 2019       |
| [Chapitres 27-28] Alors qu'Askeladd et ses hommes traversent le nord de la Mercie, ils sont pris dans les neiges du début de l'hiver. Froids et affamés, ils rencontrent un village de chrétiens et le pillent, emportant toute leur nourriture. Ils tuent les villageois pour que personne ne puisse révéler leur emplacement. La seule survivante est une jeune femme qui se trouvait dans les bois à l'extérieur du village en quête de pénitence à cause d'une bague bon marché qu'elle avait volée lors d'une foire. |                                |                     |                     |                       |
| 15 | Après Yule                     | 冬至祭のあと        | Yuru no ato         | 21 octobre 2019       |
| [Chapitres 29-30] Thorkell atteint Gloucester, mais apprend que les nobles anglais sont fatigués de la guerre et sont prêts à accepter la domination danoise. Certaines troupes anglaises trouvent le groupe d'Askeladd et ses hommes commencent à penser que sa chance est épuisée. Askeladd ordonne à Bjorn de tuer le tuteur du prince Canute, Ragnar, le blâmant sur une escarmouche avec les Anglais et espérant que le prince deviendra un chef qu'il pourra suivre. |                                |                     |                     |                       |
| 16 | Histoire de bêtes              | ケダモノの歴史      | Kedamono no rekishi | 28 octobre 2019       |
| [Chapitres 31-32-33 (p.1-6)] Askeladd dit à Thorfinn de garder Canute et torture un capitaine anglais capturé, à la recherche d'informations. Il est interrompu pour se faire dire que Thorkell approche. Craignant la défaite, certains de ses hommes décident de déserter et tentent de rejoindre Thorkell, qui les tue à leur arrivée. Askeladd atteint la partie supérieure peu profonde de la rivière Severn et coupe un petit pont. Cependant, Thorkell les rattrape. De nombreux hommes d'Askeladd commencent à douter de sa capacité de chef et il est confronté à une mutinerie à grande échelle. |                                |                     |                     |                       |
| 17 | Servant                        | 仕えし者            | Tsukaeshi mono      | 4 novembre 2019       |
| [Chapitres 33 (p.7-34)-34-35] Menacé par une mutinerie, Askeladd se souvient avoir nourri sa mère malade pendant qu'elle lui parlait de leur ancêtre, le roi Artorius qui se remettait de ses blessures de combat à Avalon, un endroit paradisiaque d'où il reviendrait pour sauver leur peuple de ses souffrances. Askeladd informe ses hommes de sa haine secrète des Danois et s'en prend immédiatement et tue deux d'entre eux. Bjorn décolle dans le traîneau avec Thorfinn, Canute et le prêtre ivre, avec dix hommes à sa poursuite, laissant Askeladd affronter le reste de ses anciens fidèles. Les hommes qui poursuivent le traîneau réussissent à l'écraser et à capturer le prince, tandis que Thorfinn vole l'un de leurs chevaux et revient pour empêcher quiconque de tuer Askeladd avant qu'il ne puisse extraire sa propre vengeance. Pendant ce temps, Askeladd tue plusieurs de ses anciens camarades, mais est frappé d'incapacité par une volée de flèches. Thorkell arrive et donne aux hommes d'Askeladd l'occasion de mourir en combattant. Soudain, Thorfinn fait irruption et défie Thorkell en duel contre Askeladd. |                                |                     |                     |                       |
| 18 | Hors du berceau                | ゆりかごの外        | Yuri kago no soto   | 18 novembre 2019      |
| [Chapitres 36-37-38-39 (p.1-18)] Thorfinn se bat avec Thorkell pour décider du sort d'Askeladd. Pendant ce temps, Canute est toujours allongé dans la neige et rêve de Ragnar, qui s'excuse de l'avoir élevé comme un fils au lieu d'un prince, et fait ses adieux. Après s'être réveillé de sa rêverie, Canute a une épiphanie en parlant au prêtre qui parle de la différence entre l'amour et la discrimination, et Canute décide d'affronter lui-même la situation actuelle. Il baisse les yeux et calme le berserker Bjorn, qui est poignardé par Atli, l'un des hommes d'Askeladd. Il ordonne au prêtre de guérir Bjorn pendant qu'il accepte le défi d'être roi. De retour au duel, Thorkell donne un coup de pied à Thorfinn, l'envoyant s'écraser dans les arbres voisins. |                                |                     |                     |                       |
| 19 | Un front uni                   | 共闘                | Kyōtō               | 25 novembre 2019      |
| [Chapitres 39 (p.19-42)-40-41-42] Thorfinn a un bras et des côtes cassés à cause du coup de pied de Thorkell, et Thorkell lui permet d'être soigné par Askeladd. Thorkell explique que lui et Thors étaient les commandants des Jomsvikings et que leur chef Sigvaldi, qui était le frère aîné de Thorkell, lui a donné une de ses filles, Helga. Cela signifie que Thorkell est le grand-oncle de Thorfinn. Thors a été considéré comme mort après être tombé à la mer lors de la bataille navale de Hjörungavágr, mais trois mois après qu'un enterrement a eu lieu pour lui, Thorkell l'a trouvé quittant les Jomsvikings avec Helga et leur fille. Thors a renoncé à une vie de combat et après avoir assommé Thorkell, il est parti. Le duel reprend, mais alors que Thorkell est sur le point de terminer Thorfinn, Askeladd réfléchit la lumière dans les yeux de Thorkell, l'aveuglant pendant un moment, et Thorfinn fait tomber Thorkell au sol en frappant son menton faible et lui arrache un œil. Les hommes de Thorkell se préparent à tuer Thorfinn, mais Thorkell les arrête, affirmant que Thorfinn a gagné le duel. Canute arrive sur les lieux et dit à Thorkell qu'il n'y a aucune valeur à le garder en otage parce que le roi Sweyn a déjà choisi son frère aîné Harold comme son successeur et s'attendait à ce que Canute soit tué au combat. Avec une nouvelle résolution, Canute déclare qu'il marchera contre le roi à Gainsborough, et Askeladd et Thorkell acceptent de le rejoindre. |                                |                     |                     |                       |
| 20 | Couronne                       | 王冠                | Ōkan                | 2 décembre 2019       |
| [Chapitres 43 (p.1-7, 13-28)-44-45 (p.2-27)] À Gainsborough, Canute et ses partisans affrontent Floki et l'armée danoise, et il demande le passage pour voir le roi Sweyn. Au château, Canute envoie Thorkell boire avec les autres commandants pendant qu'il va affronter le roi, flanqué d'Askeladd et de Thorfinn. Ils sentent une embuscade dans la salle sombre et le roi Sweyn confirme qu'il veut la mort de Canute. Le roi Sweyn se prépare à les faire tuer; cependant, Askeladd intercède et rappelle au roi que Canute a remporté une victoire sur Londres via les forces de Thorkell. Le roi décide d'épargner Canute, qui décide qu'il est prudent de s'associer au roi pour le moment. Le frère de Rangar, Gunnar, s'approche de Canute et jure de le servir, mais Askeladd se méfie de lui. Plus tard, Askeladd renvoie Alti et son frère chez eux, lui ordonnant de ne plus jamais lever l'épée. |                                |                     |                     |                       |
| 21 | Réunion                        | 再会                | Saikai              | 9 décembre 2019       |
| [Chapitres 48-49-43 (p.8-12)-50-45 (p.28-42)] En l'an 1014, sur les instructions du roi Selwyn, Canute emmène ses partisans à York, une ville occupée par les Danois dans la région de Northumbrie. Alors que leurs bateaux remontent la rivière Ouse, Canute est touché à la poitrine par une flèche d'arbalète tirée par un assassin qui est traqué et tué par Thorfinn. Thorfinn est reconnu par Leif de son village en Islande et ils sont joyeusement réunis. Cependant, Thorfinn n'est pas intéressé à rentrer chez lui, mais à seulement l'intention de se venger d'Askeladd. Pendant ce temps, il est révélé que Canute n'a pas été abattu, mais plutôt une femme esclave habillée comme son double. Canute ordonne que tout soit fait pour la sauver. Alors qu'ils passent devant Floki, Askeladd déduit à haute voix que Canute a des ennemis à York. Il est révélé plus tard qu'Askeladd lui-même a embauché l'assassin pour promouvoir des rumeurs selon lesquelles le roi veut la mort de Canute. Pour faire avancer ses plans, Askeladd fournit également des informations à Gunnar qui espionne pour le roi. Pendant ce temps, Thorfinn, dont le bras cassé n'est pas encore guéri, est impatient de régler sa dette envers Askeladd. Thorfinn l'appelle à un duel à observer par Canute et Thorkell. Avant de commencer, Bjorn, mortellement blessé, défie Askeladd d'entrer dans le Valhalla. Bjorn est vaincu, mais reçoit aussi les assurances d'Askeladd qu'ils sont de vrais amis avant que ce dernier ne tue miséricordieusement son ami. Askeladd se prépare alors à affronter Thorfinn. |                                |                     |                     |                       |
| 22 | Loup solitaire                 | 孤狼                | Korō                | 16 décembre 2019      |
| [Chapitres 46-47] Thorfinn et Askeladd se préparent au duel, mais Askeladd jette étonnamment son épée. Thorfinn l'attaque avec colère, mais il n'est pas à la hauteur d'Askeladd qui s'est battu avec lui plus d'une douzaine de fois et connaît ses mouvements et ses faiblesses. Askeladd bat Thorfinn jusqu'à l'inconscience et Canute arrête le combat quand Askeladd a porté le coup gagnant. Askeladd raconte ensuite son éducation en tant que fils d'une femme esclave, qui a attiré l'attention de son père viking Olaf en raison de ses talents de combattant. Il s'est finalement vengé et a tué Olaf, mais a jeté des soupçons sur un autre fils qui a été exécuté pour le meurtre. Il détaille son mépris pour l'attitude des Vikings qui ne vivent que pour la bataille, la conquête et la vengeance. Il reproche à Thorfinn de n'avoir rien appris pendant qu'Askeladd exploitait le garçon à ses propres fins. Canute demande à Askeladd pourquoi il le soutient, et Askeladd répond simplement que Canute est le plus apte à être le roi des Vikings. |                                |                     |                     |                       |
| 23 | Erreur de jugement             | 誤算                | Gosan               | 23 décembre 2019      |
| [Chapitre 51 + Anime Original] Pendant son séjour à York, le roi Sweyn convoque le Conseil impérial, mais la situation est tendue parmi les dirigeants danois à la suite de la tentative d'assassinat de Canute. Sweyn s'adresse aux anciens du Danemark, et après avoir annoncé le succès de la conquête viking de l'Angleterre, il loue ouvertement Canute et Thorkell. Il confie le contrôle de Mercie, la partie la plus prospère de l'Angleterre, à Canute, puis informe les préparatifs d'une attaque contre l'Irlande pour se venger de l'humiliation du roi Harald par Brian Boru. Askeladd pense que ses stratégies pour l'ascension de Canute ont fonctionné, mais il est horrifié lorsque Sweyn apprend également son intention de soumettre le Pays de Galles au printemps prochain, car il pense qu'ils sèment les graines de la rébellion. Pendant ce temps, Thorfin, sévèrement battu, est jeté en prison après avoir semé le trouble dans la rue. Leif Erikson rend visite à Thorfinn en prison et promet de le renvoyer en Islande puis dans le Vinland chaud et fertile. De retour au Conseil impérial, Floki raconte à Sweyn la réaction d'Askeladd à l'attaque indiquée contre le Pays de Galles qui, selon lui, montre une faiblesse pour les Gallois. Askeladd essaie en vain de penser à un plan pour contrecarrer le roi et avoue à Thorkell que sa mère était galloise, mais lui jure de garder le secret. Askeladd est alors appelé devant le roi, et se demande pourquoi sa chance l'abandonne toujours à la onzième heure. |                                |                     |                     |                       |
| 24 | FIN DU PROLOGUE                | END OF THE PROLOGUE |                     | 30 décembre 2019      |
| [Chapitres 52-53-54] Alors qu'Askeladd reçoit sa récompense pour avoir sauvé le prince Canut, il remet en question avec audace l'ordre du roi Sweyn de subjuguer sa propre patrie du Pays de Galles. Askeladd justifie sa déclaration en disant que le pays montagneux pauvre du Pays de Galles ne vaut pas le coût de la conquête et propose de négocier une paix à la place. Étonnamment, Sweyn accepte les conseils d'Askeladd, mais l'oblige ensuite à choisir entre le Pays de Galles ou Canute - s'il choisit le Pays de Galles, il doit livrer la tête de Canute. Pendant ce temps, Leif Erikson convainc presque Thorfinn, durement battu, de partir avec lui, mais le jeune retourne au Conseil impérial. L'offre de Sweyn s'avère trop pour Askeladd qui insulte ouvertement le roi et le dénonce. Il révèle que son vrai nom est Lucius Artorius Castus et prétend être l'héritier légitime du règne de Britannia. Floki essaie de sauver le roi, mais Askeladd décapite Sweyn avant que quiconque ne puisse bouger, puis se bat seul contre les soldats danois. Canute se rend compte qu'Askeladd agit pour le protéger, mais Thorkell rappelle au prince qu'Askeladd est son homme, alors Canute s'avance et tue Askeladd d'un coup de couteau au cœur. Thorfinn n'arrive que pour faire mourir Askeladd dans ses bras. En colère d'avoir raté sa dernière chance de duel avec Askeladd, Thorfinn attaque et coupe Canute dans la détresse et le désespoir, mais Canute prend en charge et revendique le commandement de l'armée viking et le règne de l'Angleterre. Thorfinn est entraîné et alors qu'il laisse tomber son couteau dans le chaos, son voyage d'antan apparaît dans le reflet de la lame. L'épisode se termine par des plans de plusieurs personnages inédits dans divers endroits. |                                |                     |                     |                       |

### Saison 2 (2023)
| No | Titre français                  | Titre japonais     | Titre japonais             | Date de 1re diffusion |
| No | Titre français                  | Kanji              | Rōmaji                     | Date de 1re diffusion |
| --- | ------------------------------- | ------------------ | -------------------------- | --------------------- |
| 1 (25) | Esclaves                        | 奴隷               | Dorei                      | 10 janvier 2023       |
| [Anime Original + Chapitre 55] Les Vikings attaquent un village du nord de l'Angleterre où Einar, sa mère et sa sœur Lotta mènent une vie agricole paisible. Ils s'échappent dans les bois, mais la mère d'Einar est abattue et tuée par une flèche. Lorsque Lotta riposte à un ravisseur, elle aussi est abattue et tuée. Einar est emmené au Danemark avec d'autres prisonniers pour être vendu comme esclave. Il s'échappe brièvement, mais est repris et brutalement battu, et finit par se résigner à son sort. Il est acheté par Ketil pour travailler dans sa grande ferme où il rencontre le jeune homme, Thorfinn. |                                 |                    |                            |                       |
| 2 (26) | La ferme de Ketil               | ケティルの農場     | Ketiru no nōjō             | 17 janvier 2023       |
| [Chapitres 56, 57 (p.2-25)] Ketil charge Einar et Thorfinn de travailler ensemble pour défricher une forêt et planter et récolter des céréales qu'il propose d'acheter à un prix équitable. S'ils travaillent dur, il suggère qu'ils puissent acheter leur liberté. Cependant, Einar constate que la réalité est qu'ils travaillent dur, ont peu de nourriture à manger et sont exploités par les vassaux de Ketil. Thorfinn communique peu, et son esprit semble complètement brisé. Ils aident également les autres ouvriers à récolter le blé, y compris Ketil, mais le fils gâté de 17 larmes de Ketil, Olmar, déteste le travail agricole et a des visions d'être un guerrier, de rejoindre l'armée de Canute et de naviguer vers l'Angleterre. Einar s'insurge contre la guerre et la violence insensées qui commencent à susciter des émotions à Thorfinn. |                                 |                    |                            |                       |
| 3 (27) | Le serpent                      | 蛇                 | Hebi                       | 24 janvier 2023       |
| [Chapitres 57 (p.25-38), 58, 59 (p.2-22)] Olmar rejoint les gardes du corps, Renard et Blaireau, dans une séance de beuverie tard dans la nuit, mais se rend compte à quel point il est inexpérimenté. Renard suggère à Olmar que s'il tue quelqu'un, cela augmentera sa confiance et réduira ses peurs, suggérant l'un des esclaves agricoles consommables. Le lendemain matin, Thorfinn est réveillé par un rêve terrifiant dont il ne se souvient pas, et au puits, Einar rencontre la jeune femme Arnheid qui explique qu'elle est l'assistante personnelle de Ketil. Renard et Blaireau arrivent et emmènent Thorfinn et Einar dans l'enceinte du garde du corps où Olmar est invité à tuer Einar non armé. En désespoir de cause et en colère, Einar se précipite sur Olmar et le coince, disant à Thorfinn de courir. Alors qu'ils luttent, Thorfinn s'offre en sacrifice. Cependant, Renard dit que la mort n'a aucune valeur sans peur et essaie d'effrayer Thorfinn en le frappant à plusieurs reprises avec son épée, mais Thorfinn ne bronche même pas. Serpent, le patron des gardes du corps, arrive et arrête Renard, le frappant sévèrement au visage et exigeant que Blaireau explique la situation. |                                 |                    |                            |                       |
| 4 (28) | L'éveil                         | 目覚め             | Mezame                     | 31 janvier 2023       |
| [Chapitres 59 (p.20-32), 60] Après que Serpent a réprimandé ses hommes pour avoir maltraité les esclaves, il se présente à Thorfinn. Il tire soudainement son épée, mais cette fois Thorfinn réagit et bloque Serpent d'un coup de pied puissant, révélant qu'il a toujours la volonté de vivre. Arnheid raconte l'incident à Pater et il soigne les blessures de Thorfinn, mais Thorfinn retourne immédiatement dans les bois pour continuer l'abattage des arbres. Quand Einar demande s'il a fait la guerre, Thorfinn répond qu'il est en guerre depuis qu'il est enfant et qu'il a tué plus de personnes qu'il ne s'en souvient. Cette nuit-là, Einar se réveille furieux de sa haine refoulée des guerriers et commence à étouffer Thorfinn qui en même temps fait un cauchemar dans lequel il combat des démons qui tentent de le tuer. Einar arrête d'étouffer Thorfinn qui se réveille en hurlant avec les souvenirs de ce qu'il a fait dans son passé et remercie Einar de l'avoir réveillé, mais Einar le réprimande pour ce qu'il considère comme une attitude nihiliste égoïste et ils essaient tous les deux de se rendormir. Une scène finale montre un dirigeant aux cheveux blancs visitant un cimetière de champ de bataille au clair de lune. |                                 |                    |                            |                       |
| 5 (29) | La voie du sang                 | 血の道             | Chinomichi                 | 7 février 2023        |
| [Chapitres 52 (p.22-31), 61, 62] Alors que le roi Canute marche devant ses troupes dans la guerre contre Ethelred II pour le trône d'Angleterre, il se souvient de l'époque où Askeladd a tué le roi Sweyn, faisant de Canute le nouveau roi du Danemark. Il punit sévèrement certaines de ses troupes avancées pour avoir pillé et maltraité les paysans anglais. Canute salue Floki en route pour accepter la reddition du comte Eadric de Mercie lorsque Thorkell apparaît, en colère de ne pas être autorisé à couper la tête d'Eadric, mais Thorkell s'en remet à la stratégie de Canute. Eadric offre un trésor à Canute pour le laisser seul avec Mercie, mais Canute rejette l'offre dérisoire et exige qu'Eadric lui jure fidélité et livre la tête d'Ethelred en échange de la conservation de Mecia. Canute allume alors une série de bûchers massifs à travers la campagne pour démontrer son pouvoir. Ethelred et son fils Edmund sont morts dans les 3 ans, ce qui a conduit Canute à être reconnu en 1018 comme Bretwalda, roi d'Angleterre. |                                 |                    |                            |                       |
| 6 (30) | Je veux un cheval               | 馬が欲しい         | Uma ga hoshī               | 14 février 2023       |
| [Chapitres 63, 64, 65] Einar et Thorfinn poursuivent leur travail éreintant pour défricher leur parcelle de terrain et réalisent qu'ils ont besoin d'un cheval pour défricher plus efficacement les souches et labourer la terre. Leurs demandes d'un cheval sont rejetées par les vassaux, cependant Sverkel un vieux fermier, propose de leur en prêter un, mais en échange, ils doivent faire des corvées autour de sa ferme. Einar soupçonne parfois qu'ils sont encore exploités, mais le cheval leur permet de dégager les souches plus rapidement. Un jour, après que certains vassaux les accusent d'avoir volé le cheval, ils découvrent que Sverkel est le père de Ketil. À l'approche de l'hiver, Sverkel leur prête également une charrue pour labourer le sol et un jour, ils découvrent que Serpent vit dans sa ferme et prend soin du vieil homme à sa manière. Serpent pense que l'immense ferme est mal défendue contre quiconque plus que les voleurs locaux. Thorfinn développe progressivement un certain respect pour la vie agricole et reconnaît Einar comme un ami. |                                 |                    |                            |                       |
| 7 (31) | Ketil au poing de fer           | 鉄拳ケティル       | Tekken Ketiru              | 21 février 2023       |
| [Chapitres 66, 67] L'amitié d'Einar avec Arnheid grandit alors que la première récolte de blé d'Einar et Thorfinn commence à germer. Einar supplie Thorfinn de prier avec lui pour une récolte réussie. Ketil retourne à la ferme avec son fils aîné Thorgil qui se réfère à son père comme "Ketil au poing de fer" dans une tentative d'impressionner Olmar avec des récits des exploits de son père sur le champ de bataille. Ils sont accueillis par Serpent qui a capturé deux enfants, Sture et sa jeune sœur Thora, qui ont volé des vivres. Ketil doit décider de leur punition et Thorgil suggère d'amputer l'un de leurs bras. Depuis que la famille a connu des moments difficiles, Ketil hésite à le faire et est soulagé lorsque Pater suggère qu'ils travaillent à la ferme pour rembourser la dette de la famille. Cependant, Ketil est toujours contraint de battre Sture pour donner une leçon aux enfants. Plus tard, alors que Thorgil et les stewards font la fête dans la nuit, Ketil avoue à Arnheid qu'il n'est pas un héros, craignant la guerre et la violence, et craignant même son propre fils Thorgil. |                                 |                    |                            |                       |
| 8 (32) | Un homme vide                   | カラッポな男       | Karappo na otoko           | 28 février 2023       |
| [Chapitres 68, 69 + Anime Original] Les cauchemars terrifiants de Thorfinn sur son passé violent le réveillent toujours, mais il a du mal à se souvenir de ce qui s'est passé en eux. Thorfinn raconte à Einar sa relation avec Askeladd, bien que sans haine et sans besoin de vengeance, il se sente vide. À l'approche de l'hiver, Sverkel leur apprend à pêcher et incite Thorfinn à se demander s'il peut changer. Pendant ce temps, certains vassaux envient le succès de la récolte d'Einar et Thorfinn, en particulier pour les esclaves. Un jour, lorsqu'ils rentrent chez eux, Einar et Thorfinn découvrent que leur récolte a été déracinée et Einar blâme les vassaux. Déterminé à se venger de la destruction gratuite, il s'en va, mais Thorfinn le convainc de le dire à Pater qui promet d'enquêter sur lui-même. Plus tard, quand Einar et Thorfinn rencontrent un groupe de vassaux qui ridiculisent leurs efforts dans l'agriculture, Einar s'emporte. Cependant, Thorfinn lance le premier coup, brisant la mâchoire du chef et une bagarre éclate alors. Après avoir été frappé et renversé, Thorfinn se retrouve à tomber dans la crevasse sans fond dont il se souvient de ses cauchemars. |                                 |                    |                            |                       |
| 9 (33) | Le serment                      | 誓い               | Chikai                     | 7 mars 2023           |
| [Chapitres 70, 71 + Anime Original] Après un long combat avec les vassaux au sujet de la récolte endommagée, Einar est toujours debout et les vassaux décident de se retirer. Thorfinn est inconscient, mais se retrouve suspendu par le bout des doigts au-dessus d'un champ de bataille éternel imbibé de sang où il est confronté à des images de son passé violent et aux innombrables personnes qu'il a tuées. Il voit Askeladd qui lui rappelle ne pas revenir à la vie du guerrier inutile, incitant Thorfinn à se libérer des cadavres agrippants et à revenir à la surface. Il reprend conscience pour trouver Einar souffrant également de ses blessures et Thorfinn jure de rejeter la violence et d'expier son passé. Pendant ce temps, Pater présente des preuves du méfait du serviteur à Ketil qui décide qu'il n'y aura pas de représailles contre Einar et Thorfinn, et déclare que la destruction de leur récolte a été causée par des sangliers. |                                 |                    |                            |                       |
| 10 (34) | La malédiction de la couronne   | 呪いの首           | Noroi no kubi              | 14 mars 2023          |
| [Chapitres 72, 73 (p.2-16) + Anime Original] Trois ans après avoir commencé à défricher leur terrain, Einar et Thorfinn ont terminé. Ils peuvent désormais potentiellement acheter leur liberté, ce qui les amène à envisager leur avenir en tant qu'hommes libres. Sur le chemin du palais de Jelling pour rendre visite au roi Harald, Ketil offre étonnamment au couple leur liberté s'ils sont capables de cultiver le sol à temps pour semer des graines, ainsi que des travaux futurs potentiels en tant que vassaux. Pendant ce temps, Canute arrive à Jelling pour rendre visite à son frère Harald malade et se souvient à quel point Harald était gentil avec lui quand ils étaient garçons. Sur son lit de mort, Harald proclame Canute roi du Danemark. Cependant, Canute a une vision sous la forme de la tête du roi Sweyn qui expose l'ambition cachée de Canute et l'accuse d'empoisonner son frère Harald afin qu'il puisse être roi du Danemark et d'Angleterre. |                                 |                    |                            |                       |
| 11 (35) | Le roi et l'épée                | 王と剣             | Ō to Ken                   | 21 mars 2023          |
| [Chapitres 75, 76] Canute s'entraîne avec Wulf, capitaine de sa garde, et parvient à le vaincre, recueillant le respect nécessaire parmi ses hommes en tant que guerrier. Cependant, Canute est confronté à une pénurie de revenus pour financer ses domaines du Danemark et d'Angleterre et envisage un plan de réquisition des terres agricoles des riches propriétaires terriens pour financer l'armée. Ketil arrive à Jelling avec un généreux hommage à Harald, mais apprend sa mort par Thorgil et l'offre à Canute à la place. Pendant ce temps, dans la rue, Olmar se bat avec un jeune homme qui s'appelle Thorfinn que Leif Erikson a adopté lors de sa recherche de Thorfinn. Ketil et Leif résolvent l'incident et Leif devient convaincu que le Thorfinn qu'il recherche est un esclave de la ferme de Ketil. Ketil reçoit une audience avec Canute, mais Olmar l'interrompt grossièrement en tirant son épée et en demandant si le nouveau roi l'acceptera dans sa garde. Canute lui demande de démontrer ses compétences en coupant un cochon rôti, mais Olmar est incapable de le faire, ce qui embarrasse grandement Ketil et Thorgil. Wulf hésite à accepter le fier et incompétent Olmar dans sa garde, mais reconnaît qu'il peut être un élément utile dans la première étape du plan financier de Canute, la réquisition de la ferme de Ketil. |                                 |                    |                            |                       |
| 12 (36) | Pour cet amour perdu            | 失われた愛のために | Ushinawareta ai no tame ni | 28 mars 2023          |
| [Chapitres 77, 78 + Anime Original] Brodd, l'un des hommes de Canute, est chargé par un homme cagoulé de dire à Olmar déprimé qu'il a été rejeté pour la garde du roi en raison de son incapacité à couper un cochon. Cela pousse Olmar à défier Brodd en duel dans lequel Olmar est facilement battu. Thorgil arrive et dit à Olmar qu'il doit tuer ou mourir ce jour-là, le poussant à attaquer Brodd. Quand Olmar charge, l'homme cagoulé lance une pièce dans l'œil de Brodd de sorte qu'Olmar le traverse avec son épée et Thorgil massacre ensuite joyeusement le petit groupe de Brodd. Ketil arrive et est horrifié par le massacre des hommes du roi, et peu de temps après, les trois d'entre eux sont placés en état d'arrestation par les gardes de Canute. Cependant, Thorgil massacre les gardes et force le dernier à expliquer pourquoi Olmar a été autorisé à gagner. Il répond que c'était pour que Ketil puisse être arrêté et confisquer sa terre. Désormais fugitifs, Ketil, Thorgil et Olmar parviennent à s'échapper en bateau avec Leif Erikson, qui réclame Thorfinn en échange. Pendant ce temps, Canute se prépare à marcher sur la ferme de Ketil avec plus de 100 hommes, dont les Jomsvikings de Thorkell. |                                 |                    |                            |                       |
| 13 (37) | Sombres nuages                  | 暗雲               | An'un                      | 4 avril 2023          |
| [Chapitres 73 (p.16-22), 74, 79] Un esclave de la ferme de Kjallakr sur le domaine de Ketil s'échappe après avoir tué son maître et ses fils et mis le feu à la ferme. Il part alors à la recherche de sa femme, bien qu'il souffre d'un coup de couteau. À la ferme de Sverkel, Einar envisage son avenir, peut-être avec Arnheid. Plus tard, Thorfinn, Einar et Serpent découvrent que Sverkel s'est effondré dans le champ, et la maîtresse de la ferme de Ketil charge Arnheid de l'aider à prendre soin de lui. Trois jours plus tard, Renard informe Serpent de l'esclave évadé et d'une récompense de trois chevaux pour sa capture, et Serpent conseille la prudence s'il est retrouvé. Prochainement, Renard, Blaireau et Lézard trouvent l'esclave dans les bois, mais alors qu'ils commencent à se disputer bruyamment à propos de la récompense, l'esclave les attaque, tuant Lézard et blessant Blaireau. De retour à la ferme, Thorfinn écoute Serpent en lisant un passage de la Bible sur "l'amour de ses ennemis" pour un Sverkel alité et mourant. Ils sont interrompus lorsque l'esclave passe sur un cheval volé, poursuivi par Renard et Blaireau. Alors que Serpent se précipite pour récupérer son épée, Arnheid reconnaît l'évadé comme étant son mari, Gardar.                                                                             |                                 |                    |                            |                       |
| 14 (38) | Liberté                         | 自由               | Jiyū                       | 11 avril 2023         |
| [Chapitres 80, 81 + Anime Original] Gardar demande à Arnheid de prendre leur fils, Hjalti, et de partir avec lui, mais il est confronté à Serpent, Renard et Blaireau. Serpent affronte Gardar, et bien qu'il soit un épéiste accompli, il est blessé et Serpent l'assomme afin qu'il puisse être pris vivant pour être jugé. Bien qu'Einar veuille aider Gardar, Serpent avertit Einar et Thorfinn de ne pas s'impliquer et dit à Arnheid d'oublier Gardar alors qu'il est emmené. Plus tard, Einar veut sauver Gardar mais Arnheid leur raconte comment Gardar et les hommes du village sont partis se battre pour un corps de minerai de fer et pendant qu'ils étaient partis, le village a été pillé, les femmes et les enfants ont été emmenés et elle n'a pas revu leur fils depuis lors. Elle explique également qu'elle est enceinte de l'enfant de Ketil, ce qui lui assurera une certaine sécurité en attendant la fin de la tempête qui est sa vie. Sverkel surprend et lui raconte une histoire de décisions qu'il a prises pour attendre les tempêtes dans sa propre vie, mais chacun a laissé des cicatrices derrière lui. Arnheid décide qu'elle doit régler les choses avec Gardar et sort dans la nuit froide et venteuse. |                                 |                    |                            |                       |
| 15 (39) | La tempête                      | 嵐                 | Arashi                     | 18 avril 2023         |
| [Chapitres 82, 83, 84 (p.1)]À l'approche d'une tempête, Arnheid se rend au camp du vassal pour rendre visite à Gardar et soigner ses blessures. Elle est immobilisée par la culpabilité de ce qui lui est arrivé, mais Gardar bondit soudainement et, bien que toujours lié, mord la gorge du garde, le tuant. Il convainc Arnheid de couper ces cordes, sur quoi il tue les gardes restants et s'échappe avec elle à pied. Serpent revient pour trouver ses hommes massacrés et envoie avec colère ses hommes tuer Gardar. Le lendemain matin, à la ferme de Sverkel, Einar et Thorfinn discutent de la manière d'arrêter le cycle de la guerre et de l'esclavage, mais Thorfinn ne voit pas comment les choses peuvent changer alors que les hommes nordiques gagnent le respect grâce à leurs prouesses physiques et leur succès au combat. Il veut trouver un moyen d'expier les personnes qu'il a tuées et de créer un endroit où les gens n'ont pas besoin d'épées. Einar répond que l'endroit doit être hors de portée des Vikings, ce qui incite Thorfinn à rappeler la terre loin à l'ouest mentionnée par Leif. Leur discussion est interrompue par Renard et d'autres serviteurs arrivant pour rechercher Gardar dans la grange. |                                 |                    |                            |                       |
| 16 (40) | Une raison idéale               | 大義               | Taigi                      | 25 avril 2023         |
| [Chapitres 83 (p.30-32), 84, 85] Réalisant que Gardar est libre, Einar court avec Thorfinn jusqu'à la ferme de Sverkel pour vérifier Arnheid, mais tout semble normal. Cependant, Arnheid avoue qu'elle a aidé Gardar à s'échapper et qu'il est maintenant grièvement blessé et caché dans la ferme de Sverkel. Einar propose de l'aider, elle et Gardar, à s'échapper et Thorfinn accepte. Alors que Serpent, Blaireau et un autre homme engagé attendent Gardar à l'intérieur de la maison, utilisant Arnheid comme appât, Sverkel rappelle à Serpent que seule la chance détermine qui sont les maîtres ou les esclaves. Blaireau voit un homme à distance et les trois hommes partent à sa poursuite. Pendant ce temps, avec l'approbation de Sverkel, Thorfinn charge le Gardar inconscient sur son chariot se préparant à partir dans la direction opposée. Serpent soupçonne que l'homme qu'ils poursuivent n'est pas Gardar et retourne tranquillement à pied à la ferme pour voir Thorfinn avec Gardar. Alors que Throfinn désarmé commence à combattre l'épéiste expérimenté, il imagine Askeladd lui donnant des conseils sur la façon de vaincre son ennemi. Thorfinn se prépare donc dans la position qu'il a utilisée pour se battre avec des couteaux jumeaux qui déstabilise Serpent.                                                               |                                 |                    |                            |                       |
| 17 (41) | Le chemin du retour             | 家路               | Ieji                       | 2 mai 2023            |
| [Chapitre 86 + Anime Original] Serpent attaque Thorfinn avec son épée incurvée, mais Thorfinn parvient à l'éviter et même à porter quelques coups. Ils se battent jusqu'à l'arrêt, chacun conscient des compétences de combat de l'autre, mais Serpent atteint le chariot contenant Gardar et le poignarde à la poitrine en paiement des cinq hommes qu'il a tués. Alors que Serpent dit à Arnheid et Thorfinn qu'ils devront être punis, Gardar attrape Serpent et commence à l'étouffer. Arnheid convainc Gardar de s'arrêter et de partir avec elle, lui disant un mensonge qu'elle a envoyé leur fils vivre avec son frère. Sverkel offre sa charrette à Gardar et il part tranquillement avec Arnheid. Cependant, Gardar meurt de ses blessures, et, dans son esprit, se remémore la naissance de son fils, sa vie de guerrier et d'esclave, et l'inutilité d'une vie d'aventuriers en abandonnant sa famille. Alors qu'il meurt dans les bras d'Arnheid, des serviteurs arrivent pour les mettre en garde à vue. |                                 |                    |                            |                       |
| 18 (42) | Le premier recours              | 最初の手段         | Saisho no shudan           | 9 mai 2023            |
| [Chapitres 87, 88, 89 (p.1-2)] Canute navigue vers la ferme de Keital pour la réquisitionner, espérons-le sans effusion de sang. Thorgill retourne à la ferme avec Keital qui est recroquevillé par les événements de Jelling, puis prépare les hommes pour la bataille imminente avec Canute. Alors que Throfinn et Einar attendent leur punition, Thorfinn envisage qu'il doit y avoir des alternatives à la violence pour résoudre les conflits. Lorsque Keital apprend qu'Arnheid a tenté de s'échapper, il s'emporte et la bat sauvagement, même lorsqu'elle révèle qu'elle porte son enfant. Serpent finit par l'arrêter et Leif propose de l'acheter avec Throfinn et Einar, mais Keital refuse. Einar est dévasté par le passage à tabac brutal d'Arnheid, tandis que Keital se prépare avec colère à défendre sa terre contre le roi. |                                 |                    |                            |                       |
| 19 (43) | La bataille du domaine de Ketil | ケティル農場の戦い | Ketiru nōjō no tatakai     | 16 mai 2023           |
| [Chapitres 89 (p.6-16), 90, 91] Keital rassemble ses hommes, au nombre d'environ 350 recrues pour la plupart hétéroclites, pour défendre la ferme sans révéler qui ils combattront. Les forces de Canute arrivent dans quatre navires et offrent à Keital un ultimatum pour qu'il rende ses terres et parte sans effusion de sang, mais avec Thorgill à ses côtés, Keital décide de se battre. Serpent observe qu'ils affrontent 100 des meilleurs combattants du Danemark, y compris les Jomsvikings, et se rend compte qu'ils ne peuvent pas gagner. Cependant, il décide de se battre pour la dette qu'il doit à Keital et ses quelques hommes expérimentés décident de l'accompagner. Alors que la bataille commence, Throfinn, Einar et Leif partent dans une charrette avec Arnheid qui reprend brièvement conscience. Tandis que les forces de Canute avancent avec peu de résistance, Thorgill tourne autour de l'eau et s'approche de Canute par derrière. |                                 |                    |                            |                       |
| 20 (44) | Douleur                         | 痛み               | Itami                      | 23 mai 2023           |
| [Chapitres 92, 93 (p.2-29) + Anime Original] Les recrues de Keital ne font pas le poids face aux Jomsvikings expérimentés, et Serpent appelle à la retraite. Keital est transpercé par la mauvaise défense et est rapidement abattu avec une hache. À ce moment, Thorgill se précipite de la plage pour tuer Canute, mais le roi se protège assez longtemps pour que Wulf revienne de la bataille pour le défendre et rappeler la garde du roi. Thorgill décide de s'échapper dans la mer plutôt que d'être abattu. Pendant ce temps, Arnheid reprend conscience assez longtemps pour dire au revoir, mais elle meurt alors que Thorfinn lui parle du Vinland, un endroit au-delà des guerres et de l'esclavage. Einar est dévasté et déclare enfin son amour pour elle. Serpent s'approche d'eux, portant Keital gravement blessé et Thorfinn empêche Einar de tuer l'homme qui avait battu Arnheid à mort. Avec Keital toujours en vie, le conflit n'est pas résolu et Thorfinn laisse Leif à son bateau et part à la rencontre de Canute, dans l'intention d'arrêter plus d'effusion de sang si possible. |                                 |                    |                            |                       |
| 21 (45) | Le courage                      | 勇気               | Yuki                       | 30 mai 2023           |
| [Chapitres 94 (p.1-30), 95 (p.6-24) + Anime Original] Après sa victoire initiale, Canute empêche Floki et ses Jomsvikings de piller la ferme afin qu'il puisse l'acquérir intacte. Avec Keital frappé d'incapacité, il incombe à son successeur désigné, Olmar, de décider de se battre ou de se rendre, une décision rendue difficile par les résultats de la bataille avec beaucoup de leurs hommes morts et blessés autour de lui. Il décide de se rendre, acceptant qu'il n'a pas le courage de se battre et Thorgil s'en va. Pendant ce temps, Thorfinn s'approche seul du camp de Canute et est accueilli par Drott qui ridiculise sa demande de parler au roi et le renverse. Einar arrive et essaie de convaincre Thorfinn de partir, mais à la place, il accepte le pari que s'il gagne un combat contre Drott, il pourra voir le roi. |                                 |                    |                            |                       |
| 22 (46) | L'empereur rebelle              | 叛逆の帝王         | Hangyaku no teiō           | 6 juin 2023           |
| [Chapitres 96, 97] Drott commence à frapper Thorfinn qui parvient à absorber et à dévier la plupart des coups puissants, jusqu'à ce que Serpent arrive, le distrayant. Ensuite, il est renversé par Drott après 32 coups. Cependant, Thorfinn se lève et résiste à 68 autres coups jusqu'à ce que Drott s'effondre d'épuisement. Lorsque Wulf demande pourquoi il n'a pas riposté, Thorfinn répond que ce n'est pas leur combat, seulement un différend entre Canute et Ketil qui pourrait tout aussi bien être réglé par une partie de hnefatafl. Wulf accepte d'emmener Thorfinn et Einar à Canute, qui explique que lui seul peut unir les Vikings. Il déclare que l'acquisition de la ferme de Ketil est une clé de son plan et n'est pas négociable. |                                 |                    |                            |                       |
| 23 (47) | Les deux chemins                | ふたつの道         | Futatsu no michi           | 13 juin 2023          |
| [Chapitres 93 (p.30-36), 98, 99 (p.3-18)] Thorfinn se rend compte qu'il ne peut pas convaincre Canute de modifier son chemin et déclare qu'il voyagera loin de la portée du roi. Canute est perplexe, mais il accepte le choix de Thorfinn, et abandonnant les voies de son père, il modifie étonnamment son plan de s'emparer de force des fermes. Il retire même ses troupes d'Angleterre, évitant un soulèvement potentiel et gagnant le respect des nobles anglais. Pendant ce temps, Thorfinn invite Einar à le rejoindre pour trouver ou créer une terre libre d'esclavage et de guerre, et honorer la mémoire d'Arnheid. Alors qu'ils s'éloignent, Serpent annonce enfin son nom, Roald, fils de Grim. Tandis que les habitants de la ferme de Ketil labourent le sol, ils réfléchissent au grand impact que le petit homme Thorfinn a eu sur toute leur vie. |                                 |                    |                            |                       |
| 24 (48) | Retour au pays                  | 故郷               | Kokyō                      | 20 juin 2023          |
| [Chapitres 100, 101 (p.19-25) + Anime Original] Le bateau de Leif avec Thorfinn et Einar à bord arrive au village de Thorfinn en Islande, mais personne ne le reconnaît pas, même sa sœur Ylva. Cependant, sa mère Helga vérifie qui il est et finalement, il est réintégré dans la famille et son village. Il raconte les événements majeurs de sa vie au cours des seize années où il a été absent et comment cela l'a affecté. Il explique qu'il veut se rendre au Vinland et créer une terre paisible et reçoit la bénédiction de sa mère. Leif propose de l'aider financièrement et ils commencent à se préparer pour le voyage. |                                 |                    |                            |                       |

## Référence
- Cet article est partiellement ou en totalité issu de l'article intitulé « Vinland Saga » (voir la liste des auteurs).

1. 1 2  (ja) « Survive Said The Prophet、「ヴィンランド・サガ」OPに“けじめ”を表現した新曲提供 », sur natalie.mu,‎ 17 mai 2019 (consulté le 3 novembre 2019)
2. 1 2  (ja) « Aimerニューシングルはアニメ「ヴィンランド・サガ」ED曲 », sur natalie.mu,‎ 9 juin 2019 (consulté le 3 novembre 2019)
3. 1 2  (ja) « マンウィズとmiletが「ヴィンランド・サガ」新テーマ曲担当、2組のコラボ曲も制作 », sur natalie.mu,‎ 1er septembre 2019 (consulté le 3 novembre 2019)
4. ↑  Crystalyn Hodgkins, « La deuxième saison de Vinland Saga annoncée pour le 9 janvier », sur Anime News Network, 24 octobre 2022 (consulté le 9 janvier 2023)
5. ↑  Joanna Cayanan, « La deuxième saison de Vinland Saga dévoile son ending en vidéo », sur Anime News Network, 20 décembre 2022 (consulté le 9 janvier 2023)
6. ↑  Crystalyn Hodgkins, « Vinland Saga Season 2 Anime Reveals 2nd Half Themes in New Videos », sur Anime News Network, 31 mars 2023 (consulté le 1er avril 2023)